# 해리 포터와 마법사의 돌 (영화)

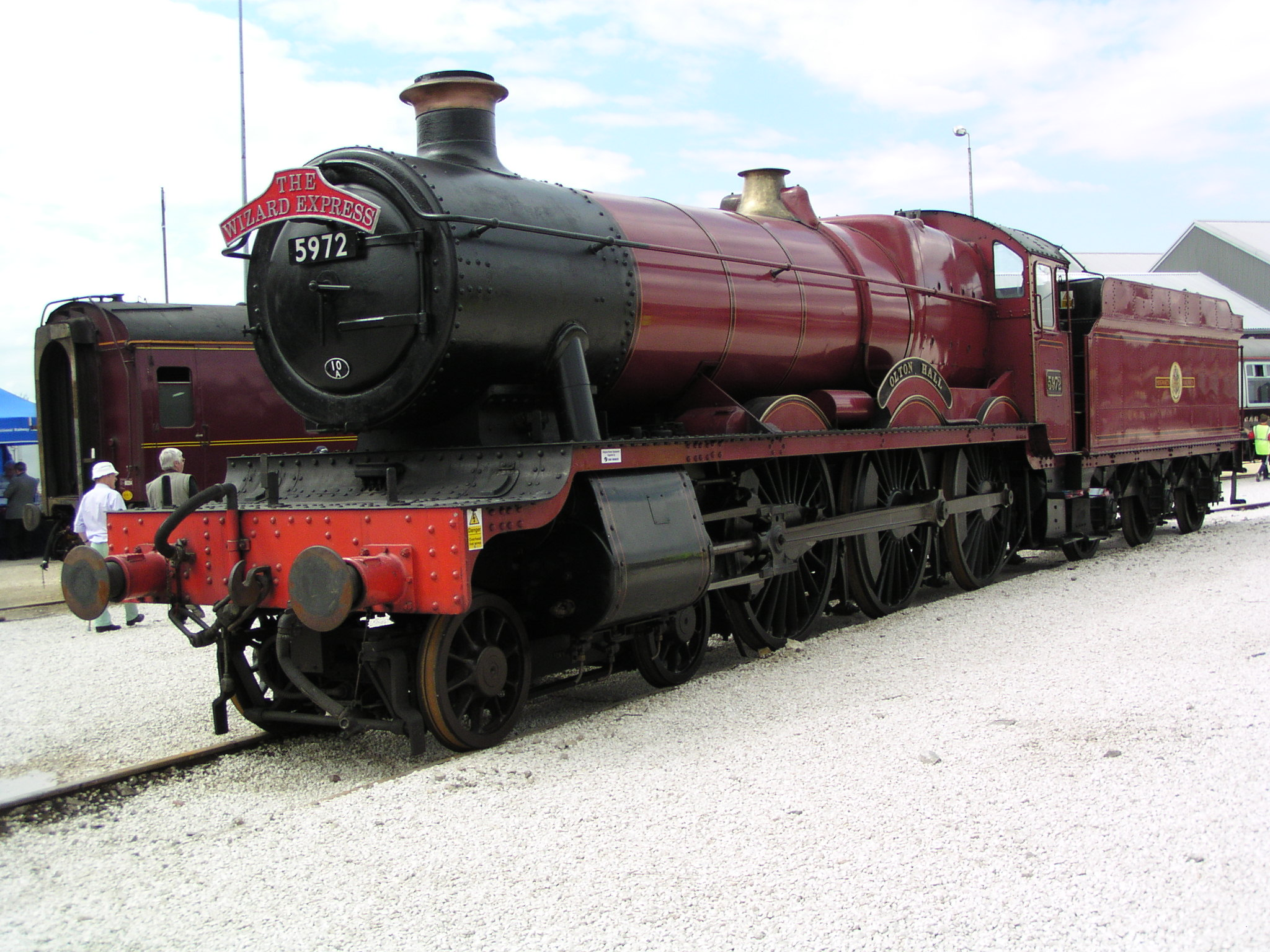
호그와트 익스프레스

《해리 포터와 마법사의 돌》(영어: Harry Potter and the Sorcerer's Stone)은 2001년 J. K. 롤링의 동명 소설을 원작으로 하여 만든, 영국과 미국 합작, 판타지 영화이다. 해리포터 시리즈 영화 8부작 중 첫 번째에 해당하는 작품이다. 크리스 콜럼버스가 감독을 맡았다. 역대 영화 흥행 순위 중 8위에 랭크되었고, 개봉 이후 VHS와 DVD로 발매되었다.

## 줄거리
어느 늦은 밤, 호그와트 마법학교의 교수인 알버스 덤블도어와 미네르바 맥고나걸, 그리고 관리인 루베우스 해그리드는 고아가 된 유아 마법사 해리 포터를 그의 유일한 생존 친척인 머글(비마법사) 이모와 이모부 페투니아와 버논 더즐리에게 맡긴다.
10년 후, 해리의 11번째 생일 직전, 올빼미들이 그에게 주소가 적힌 편지들을 배달하기 시작한다. 학대하는 더즐리 가족이 해리가 편지를 열어보는 것을 완강히 거부하고 섬의 오두막으로 도망가자, 해그리드가 직접 해리에게 호그와트 입학 허가서를 전달하기 위해 도착한다. 해그리드는 또한 해리의 돌아가신 부모인 제임스와 릴리가 볼드모트라는 이름의 어둠의 마법사에 의해 살해당했다고 밝힌다. 볼드모트가 해리를 향해 시전한 살인 저주가 되돌아가 볼드모트의 육체를 파괴하고 해리의 이마에 번개 모양의 흉터를 남겼다. 이후 해그리드는 해리를 데리고 다이애건 앨리에 가서 학용품을 구입하고 그에게 헤드위그라고 이름 지은 애완 흰 올빼미를 선물한다. 해리는 볼드모트의 지팡이와 연결된 지팡이를 구입한다.
킹스크로스역에서 해리는 호그와트 급행열차에 탑승하고, 여정 중 같은 1학년 신입생인 론 위즐리와 헤르미온느 그레인저를 만난다. 호그와트에 도착한 해리는 또한 부유한 마법사 가문 출신인 드레이코 말포이를 만나고, 둘은 즉시 라이벌 관계를 형성한다. 학생들은 대연회장에 모여 분류 모자가 1학년생들을 각각 그리핀도르, 후플푸프, 레이븐클로, 슬리데린 네 기숙사로 배정하는 것을 지켜본다. 해리는 론, 헤르미온느와 함께 그리핀도르에 배정되고, 드레이코는 어둠의 마법사들로 유명한 슬리데린에 배정된다.
마법을 공부하면서 해리는 자신의 부모와 볼드모트에 대해 더 많이 알게 되고, 그의 타고난 빗자루 비행 재능으로 인해 1세기 만에 최연소 수색꾼으로 그리핀도르 퀴디치 팀에 발탁된다. 그리핀도르 기숙사 휴게실로 돌아가던 중, 계단이 경로를 바꾸어 해리와 론, 헤르미온느는 학생들의 출입이 금지된 3층으로 이동하게 된다. 그곳에서 그들은 플러피라는 이름의 거대한 머리 셋 달린 개를 발견한다. 할로윈 날, 론은 마법 주문 수업에서 실력을 뽐내는 헤르미온느를 모욕한다. 상처받은 그는 오후 내내 여자 화장실에서 울고 있다. 그날 저녁, 거대한 침입자 트롤이 화장실에 들어오지만 해리와 론이 헤르미온느를 구한다. 헤르미온느가 자신이 트롤을 찾아 나섰다고 말하며 사건의 책임을 지자 그들은 화해하고 가까운 친구가 된다.
세 사람은 플러피가 현자의 돌을 지키고 있다는 것을 알게 된다. 현자의 돌은 금속을 금으로 변화시키고 불멸의 영약을 만들어내는 마법의 물체이다. 해리는 슬리데린의 기숙사 사감이자 마법약 교수인 세베루스 스네이프가 볼드모트를 육체적 형태로 되돌리기 위해 그 돌을 원한다고 의심한다. 해그리드가 실수로 음악이 플러피를 잠들게 한다는 것을 밝히자, 해리와 론, 헤르미온느는 스네이프보다 먼저 돌을 찾기로 결심한다. 플러피는 이미 잠들어 있었지만, 세 사람은 악마의 덫이라는 치명적인 식물, 공격적인 날아다니는 열쇠들로 가득 찬 방, 론을 기절시키는 거대한 체스 게임 등 다른 장애물들을 마주한다.
장애물들을 극복한 후, 해리는 어둠의 마법 방어술 교수인 퀴리너스 퀴렐을 만난다. 퀴렐이 돌을 원했던 것이며, 스네이프는 이를 알아내고 해리를 보호하고 있었던 것이다. 퀴렐은 터번을 벗어 그의 뒤통수에 살고 있는 약해진 볼드모트를 드러낸다. 덤블도어의 보호 마법으로 인해 돌은 해리의 소유가 된다. 볼드모트는 해리의 부모를 부활시켜주는 대가로 돌을 넘기라고 거래를 시도하지만, 해리는 그의 속임수를 간파하고 거절한다. 퀴렐이 해리를 죽이려 하지만, 해리가 퀴렐의 피부에 닿자 퀴렐은 불타 재가 된다. 볼드모트의 영혼이 그 재 더미에서 일어나 도망치며, 해리를 통과할 때 그를 기절시킨다.
해리는 학교 병동에서 회복한다. 덤블도어는 그에게 돌이 오용을 막기 위해 파괴되었으며, 론과 헤르미온느가 안전하다고 말한다. 그는 또한 해리가 어떻게 퀴렐을 물리쳤는지 설명한다: 릴리가 해리를 구하기 위해 죽었을 때, 볼드모트에 대한 사랑에 기반한 보호막이 해리에게 씌워졌다는 것이다. 학년 말 연회에서 해리와 론, 헤르미온느는 그들의 영웅적 행동으로 추가 기숙사 점수를 받아 그리핀도르가 슬리데린과 공동 1위를 차지한다. 그 후 덤블도어는 세 사람에게 맞설 용기를 가졌던 그들의 기숙사 동료 네빌 롱바텀에게 10점을 추가로 부여하여, 그리핀도르가 기숙사 우승컵을 차지하게 된다. 해리는 여름을 보내기 위해 더즐리 가족에게 돌아가지만, 마침내 호그와트에서 진정한 집을 가지게 되어 행복해한다.

## 출연진
- 다니엘 래드클리프 - 해리 포터
- 루퍼트 그린트 - 론 위즐리
- 엠마 왓슨 - 헤르미온느 그레인저
- 매슈 루이스 - 네빌 롱바텀
- 존 클리즈 - 목이 달랑달랑한 닉
- 로비 콜트레인 - 루베우스 해그리드
- 리처드 그리피스 - 버논 더즐리
- 리처드 해리스 - 알버스 덤블도어
- 존 허트 - 올리밴더
- 이언 하트 - 퀴리너스 퀴렐/볼드모트
- 앨런 릭먼 - 세베루스 스네이프
- 피오나 쇼 - 페투니아 더즐리
- 해리 멜링 - 두들리 더즐리
- 매기 스미스 - 미네르바 맥고나걸
- 폴 그랜트(Paul Grant) - 고블린

## 한국판 성우진 (SBS)
- 손정아 - 해리(다니엘 래드클리프)
- 김서영 - 론(루퍼트 그린트)
- 정미숙 - 헤르미온느(엠마 왓슨)
- 이장원 - 해그리드(로비 콜트레인)
- 김규식 - 덤블도어(리처드 해리스)
- 최옥희 - 맥고나걸(매기 스미스)
- 강구한 - 스네이프(앨런 릭먼) / 볼드모트(이언 하트)
- 이종구 - 버논(리처드 그리피스) / 목이 달랑달랑한 닉(존 클리즈)
- 홍승섭 - 퀴니러스 퀴렐(이언 하트)
- 이근욱 - 올리밴더(존 허트) / 아거스 필치(데이비드 브래들리)
- 차명화 - 페투니아(피오나 쇼)
- 박상일 - 마법의 모자(레슬리 필립스) / 플리트윅 교수(워릭 데이비스)
- 최문자 - 말포이(톰 펠튼)
- 임은정 - 네빌(매튜 루이스)
- 이연희 - 두들리(해리 멜링)
- 김순선 - 프레드(제임스 펠프스)
- 김영훈 - 피렌체(레이 피어런)
- 변영희 - 우드(숀 비거스태프) / 퍼시(크리스 랭킨)